# Isla Teja

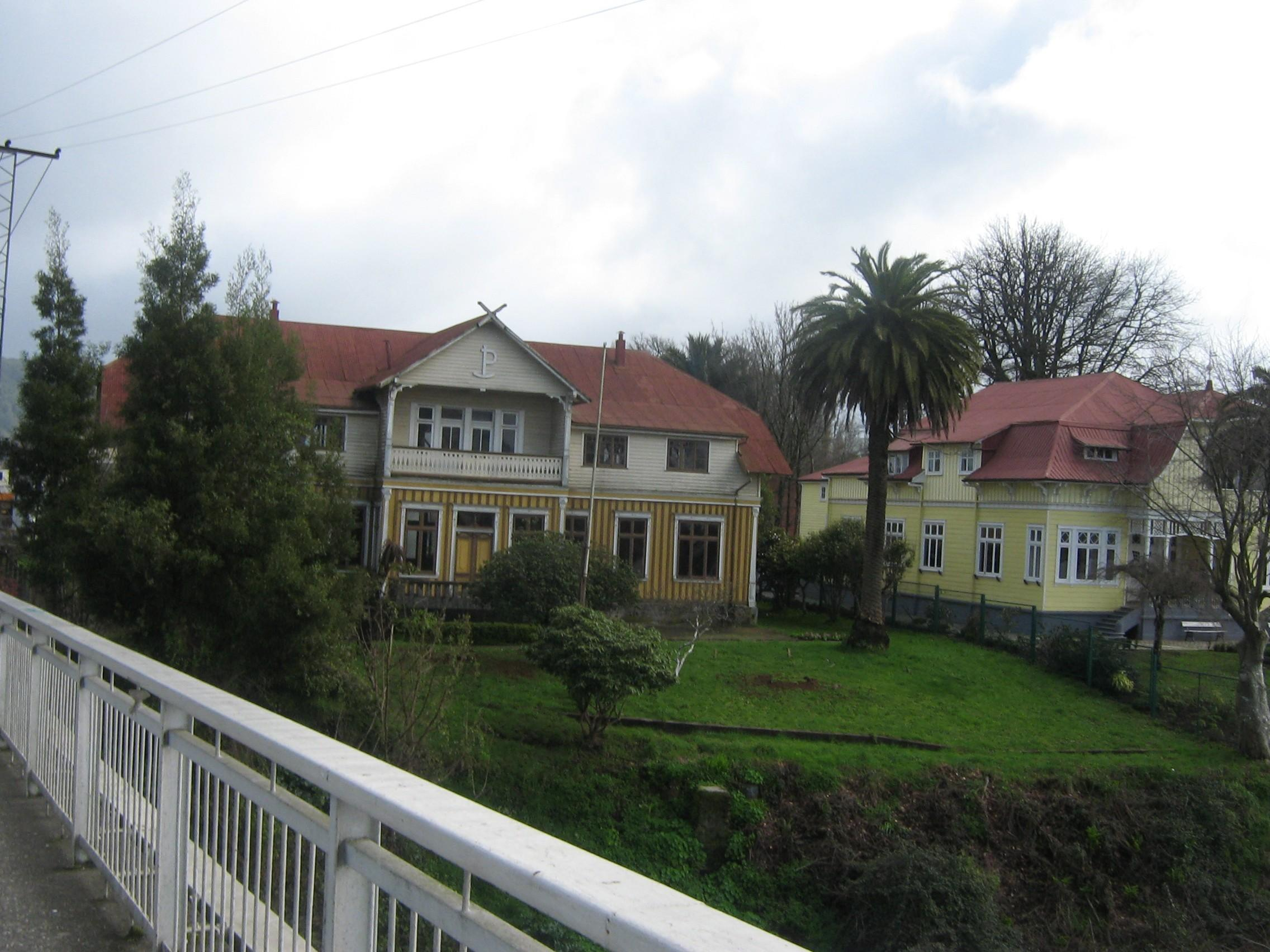
Casas Prochelle I y II en la Isla Teja.

La Isla Teja es una isla fluvial, aledaña a la ciudad de Valdivia, Chile, en la Región de Los Ríos. Está rodeada por los ríos Calle-Calle, Valdivia, Cau-Cau y Cruces. Se accede cruzando el puente Pedro de Valdivia desde el centro de la ciudad, el puente Caucau o el puente Cruces desde el sector costero. 
Aquí se encuentra ubicado el Campus Isla Teja de la Universidad Austral de Chile,(UACH), principal campus de esta casa de estudios, además del Parque SAVAL, el jardín botánico de la Universidad Austral, el parque Prochelle, el parque Santa Inés, campus de los museos de la UACh, el Instituto Alemán Carlos Anwandter, el Club Deportivo Phoenix, la primera compañía de bomberos de Valdivia, y la antigua cárcel de la ciudad, que ha sido convertida en un sitio de memoria.  

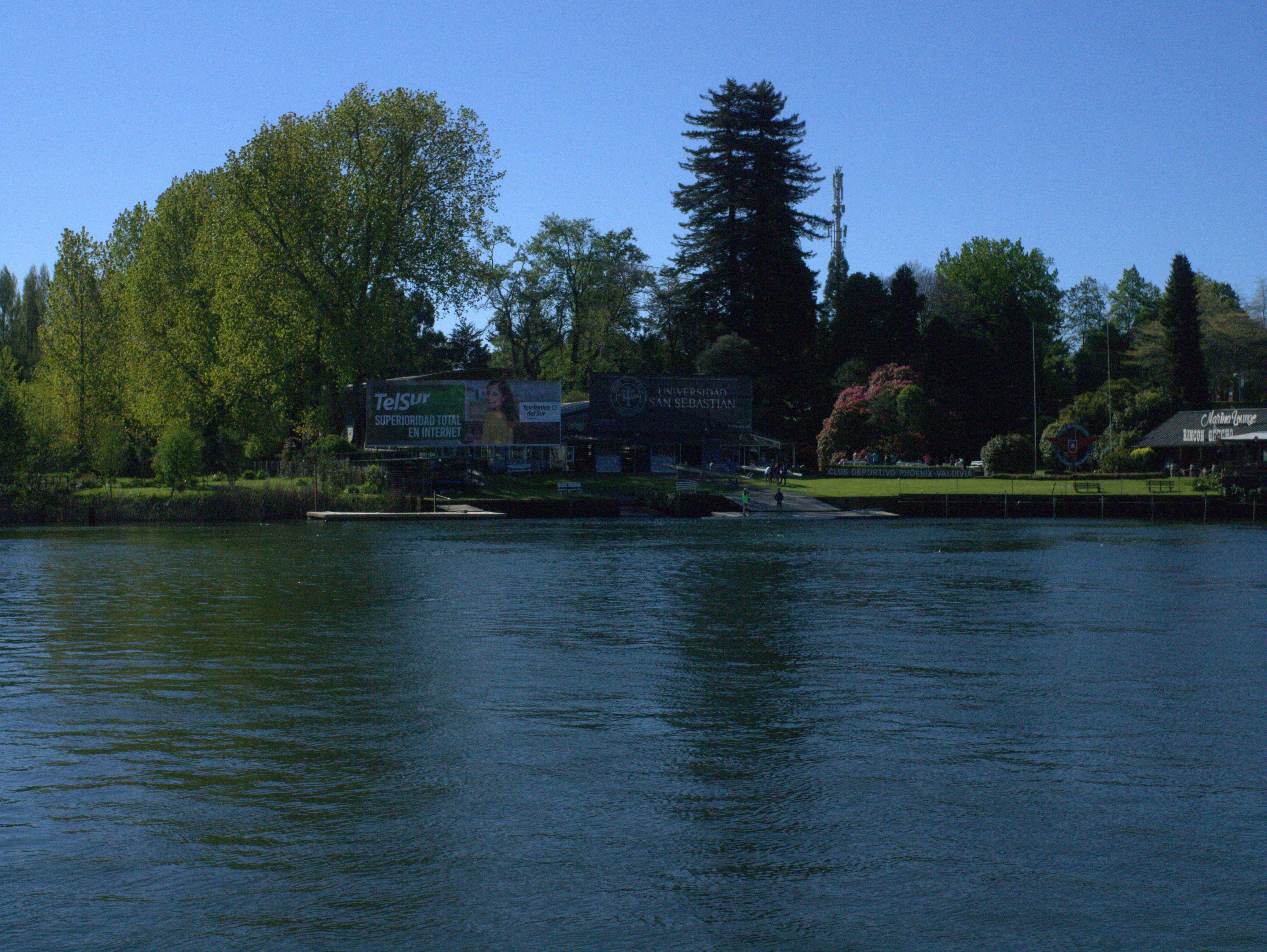
Club de Remo Phoenix

La isla forma una especie de triángulo, por dos lados rodeada de humedales, incluyendo el santuario Anwandter.  
El otro lado, que es el está frente al centro y costanera de la ciudad tiene un par de muelles para el transporte fluvial. 

## Historia
Esta Isla perteneció a Don Francisco Pérez de Valenzuela, considerado el primer aristócrata en llegar a Chile, amigo de Pedro de Valdivia y Corregidor de Valdivia en 1569, llevando por tanto el nombre de "Isla de Valenzuela". Durante el período colonial de Chile, en el lugar se asentó una fábrica de ladrillos y tejas que eran utilizadas en las construcciones Coloniales del Rey, lo cual le otorga la actual toponimia.
La Isla pasaría por distintos propietarios hasta que en 1850 es adquirida por la municipalidad, asentándose en noviembre de ese año los primeros colonos alemanes en arribar a Valdivia, los cuales la transforman en un polo de desarrollo habitacional e industrial, destacando las industrias de calzado, curtiembres y de elaboración cervecera. 
A partir de 1930 se crea un barrio obrero, diseñado por Luciano Kulczewski, cuyo nombre se le da a una de sus calles.
En 1960 se caen las varias fábricas que existían y queda un poco abandonado, solo con algunas casas habitacionales, luego  la Universidad Austral adquiere gran parte de los terrenos, que se convierten en el Campus Isla Teja, el Jardín Botánico, Arboretum, Fundo Teja Norte, y espacio habitacional para sus trabajadores.
En los años 90 Socovesa adquiere terrenos y comienza a construir condominios.
El área sigue siendo mayoritariamente residencial, aunque la calle "Los Robles" desde el puente hasta la rotonda se ha vuelto más comercial, con la apertura de varios locales de comida y comercio, además de la construcción de un pequeño supermercado llamado Teja Market.

## Humedales Urbanos
Una buena parte de la isla son áreas verdes, bosque y  humedales que se han convertido en parques,jardines, y reservas naturales. una parte de la isla se inundo tras el terremoto del 60 y se ha quedado así.  parte del borde costero se constituye de humedales
El condominio Parque Las Casonas de Socovesa, en Los Raulies, tiene un jardín trasero con acceso público que colinda con el Arboretum Y SAVAL.
Junto a esto hay un estero, un pequeño parque que contiene una cancha, y junto a esto hay un sitio eriazo con planes de convertirse en un parque. 
Entre las calles Los Helechos,Los Raulíes, y Los Robles existe un pequeño humedal convertido en parque, con un edificio comercial que actualmente contiene una pizzeria  existen también juegos infantiles, y  una plataforma sobre la laguna, que contiene una gran población de ranas que se pueden escuchar al atardecer. 
Cruzando la calle Los Robles, el humedal continua, y se puede acceder a otro mini parque por la calle Los Mañios, detrás de unos edificios que también han convertido esta área en parte de su jardín. 
Entre las calles Cotapos y Los Pueles hay un humedal grande,rodeado de casas, por donde continua el estero 
Junto a la rotonda, en la intersección de Los Robles con Los Lingues existe un espacio verde que es coloquialmente conocido como "Laguna de los Patos", es reconocida por su atractivo ecosistema, en el que se aprecian mayormente patos y flores del loto. La zona que rodea esta laguna, es un parque de diferentes flores y árboles, en el cual se encuentra un puente de madera que cruza la laguna.
Esta laguna es parte del sistema de humedales urbanos protegidos de Valdivia, el estero pasa por bajo la calle Los Robles para reaparecer al frente en el humedal entre el Colegio Alemán y la Parroquia Santa Inés, junto al Parque Santa Inés. El Humedal sigue por detrás de los terrenos parroquiales, donde una pequeña calle peatonal se une con las calles Los Olivillos y Carlos Roa.
La calle Los Pelues sigue hasta llegar hasta el río Valdivia, donde hay algunos restos de edificaciones y un camino por el bosque, que llega hasta los jardines de la Casa de Ejercicios del Obispado,  accesible solo en verano ya que se inunda en invierno. 
Aquí es donde se planea en el futuro construir el puente Cochrane
Por el sector de Teja Sur, en la esquina los Laureles  y Los Arrayanes existe un pequeño espacio  que es parte del sistema humedales. la calle de Los Manzanos llega hacia el río y humedal, y caminando por Los Ciruelos se puede observar el borde costero, humedal, y puente Cruces. 
Todo el borde, desde donde el río Valdivia se une con el Cruces en una punta de la isla hasta donde se une con el Cau-Cau en la otra punta, es parte del sistema de Humedales Urbanos Protegidos

## Parque Santa Inés
Este parque de aprox 1Ha se encuentra entre el humedal urbano isla teja,  las calles Los Robles y Los Lingues. Es un parque muy antiguo, con especies de más de 200 años, donado a la ciudad en 1985 por la Forestal Pedro de Valdivia.
Es un lugar popular de reunión y recreación, y el 2022 fue el sitio de una pelea que terminó en homicidio
durante el periodo 2024-2025 hubo trabajo de renovación, durante las cuales se encontraron restos arqueológicos, y reabre en mayo de 2025

Aquí también se encuentra la Parroquia Santa Inés, construida en 1935 para los trabajadores de las fábricas que existían en esa época, que incluye un grupo scout juvenil y casa pastoral. 

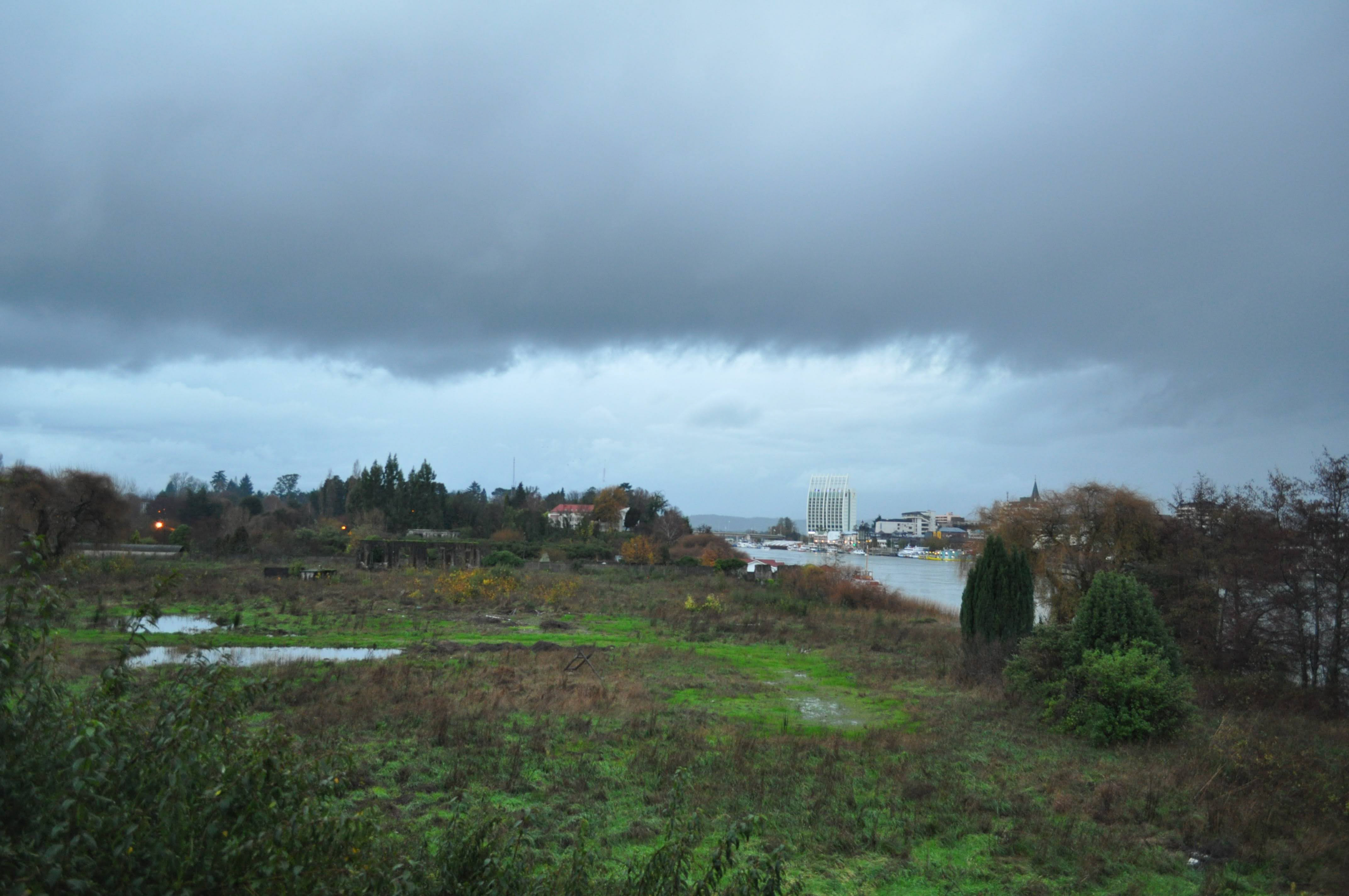
sector costero donde solía estar fábrica hoffman

## Parque SAVAL
En el S.XIX, la isla se parcela para colonos alemanes, entre ellos familias como Anwandter y Prochelle..Quienes diseñaron jardines, plantaron árboles, y crearon elementos como las lagunas de lotos que se encuentran en el sector. 
En 1944, un  área de aprox 30 Ha fue comprada por la Sociedad Agrícola y Ganadera de Valdivia (SAVAL)para un evento de exposición, y tras este, se continua usando para eventos públicos y se convierte en parque urbano. 
Hoy en día, el lugar no es sólo una atracción turística sino también un lugar de encuentro para la comunidad local, y el mayor parque urbano de la región. ofrece una variedad de actividades de ocio y atracciones turísticas como:
Centro de Ferias un antiguo galpon remodelado, que se convierte en centro de eventos
Sector de comida y foodtrucks un sector al aire libre, con mesas para comida, sombrillas para protegerse de agua o sol, basureros y lavanderos, cercano a los Baños públicos
2 lagunas de lotos con miradores,que se han convertido en un gran atractivo turístico, en una se instalo un columpio para tomar fotos.
Parque de esculturas resultado de concursos de escultura en el verano
Vivero Municipal que aporta decoracion para actividades en la ciudad y ha plantado varios nucleos nativos en la ciudad
Museo de la leche
Medialuna de rodeo
pump track: una pista para entrenar deportes en ruedas enfocada en niños  que tuvo el apoyo del campeón nacional Martin Vidaurre
Sector Bosque nativo que incluye árboles patrimoniales, como un coihue de más de 400 años
Senderismo: senderos a través de sectores de bosque nativo.
Sectores e infraestructura para ciclismo de montaña
Pícnic: Mesas de pícnic con fogones para asados y espacio de lavadero 
Zona de juegos infantiles
Actividades culturales: Durante el verano, el parque alberga ferias y actividades tradicionales, que incluyen exposiciones de artesanía y actividades infantiles
Canopy a través de las lagunas de loto
Eventos deportivos como encuentros de rugby  fechas de la copa chile de ciclismo, carreras de running como Nativo Trail Nocturno  y Torrencialentre otros,   fue la base del IronMan de Valdivia de 2024, además de ser sede de campeonatos juveniles y amateurs